# اچ‌ام‌اس لارتس (۱۹۱۳)
اچ‌ام‌اس لارتس (۱۹۱۳) (به انگلیسی: HMS Laertes (1913)) یک کشتی بود که طول آن ۲۶۹ فوت (۸۲ متر) بود. این کشتی در سال ۱۹۱۳ ساخته شد.